# César Abregú
César Daniel Abregú (Ohuanta, Tucumán, Argentina, 23 de octubre de 1994) es un futbolista argentino. Juega de mediocampista en San Martín de Tucumán de Primera B Nacional, segunda división del fútbol argentino.

## Carrera
Hizo las divisiones inferiores en San Martín de Tucumán donde tuvo actuaciones destacadas en los torneos locales de inferiores de la Liga Tucumana de Fútbol desde el año 2011 cuando se incorporó a las filas del club tucumano. Debutó en el primer equipo de San Martín en el año 2015 en un partido ante Chaco For Ever por la fecha 5 del Tetradecagonal Final del Federal A 2015. En dicha oportunidad, Abregú fue convocado por el entrenador del club de ese momento Sebastián Pena, tras destacarse en los encuentros que disputaba en el torneo de primera división de la Liga Tucumana de Fútbol.
Luego de ese primer partido, fue convocado en cinco oportunidades más, tras convencer al entrenador y a la afición, para cerrar su primera temporada con 6 partidos disputados en el primer equipo del club. La siguiente temporada, alternó encuentros y terminó el 2016 coronando el campeonato del Federal A 2016 cuando tras la llegada de Diego Cagna a la dirección técnica del primer equipo de San Martín le renovó la confianza y logró el ascenso a la Primera B Nacional

## Clubes
| Club                  | País      | Año             |
| --------------------- | --------- | --------------- |
| San Martín de Tucumán | Argentina | 2015 - Presente |

## Estadísticas
| Club                            | Temporada           | Liga  | Liga  | Copa Nacional | Copa Nacional | Copa Internacional | Copa Internacional | Total | Total |
| Club                            | Temporada           | Part. | Goles | Part.         | Goles         | Part.              | Goles              | Part. | Goles |
| ------------------------------- | ------------------- | ----- | ----- | ------------- | ------------- | ------------------ | ------------------ | ----- | ----- |
| San Martín de Tucumán Argentina | 2015                | 6     | 0     | 1             | 0             | -                  | -                  | 7     | 0     |
| San Martín de Tucumán Argentina | 2016                | 8     | 0     | -             | -             | -                  | -                  | 8     | 0     |
| San Martín de Tucumán Argentina | 2016/17             | 11    | 0     | -             | -             | -                  | -                  | 11    | 0     |
| San Martín de Tucumán Argentina | Total               | 25    | 0     | 1             | 0             | -                  | -                  | 26    | 0     |
| Total en su carrera             | Total en su carrera | 25    | 0     | 1             | 0             | -                  | -                  | 26    | 0     |
| Última actualización: 23.3.17   |                     |       |       |               |               |                    |                    |       |       |

## Palmarés

### Campeonatos nacionales
| Título           | Club                  | País      | Año  |
| ---------------- | --------------------- | --------- | ---- |
| Torneo Federal A | San Martín de Tucumán | Argentina | 2016 |